# Howell Glynne
Howell Glynne (* 24. Januar 1906 in Swansea; † 24. November 1969 in Toronto) war ein britischer Opernsänger (Bass) und Gesangspädagoge.

## Leben
Glynne war zunächst Erster Bassist am Sadler’s Wells und an der Covent Garden Opera. Ab 1963 war er Mitglied der Canadian Opera Company, ab 1964 unterrichtete er am Royal Conservatory of Music in Toronto. Sein Repertoire umfasste Rollen wie den Zuniga in Carmen, den Hermann in Tannhäuser, den Frosch in Die Fledermaus, den Basilio in Il barbiere di Siviglia, den Prinz Yamadori in Madama Butterfly, den Plunkett in Martha und die Titelrolle in Don Pasquale. 1964 wirkte er an der Uraufführung von Harry Somers’ Louis Riel mit.